# حلبة الأمريكتين

المسار

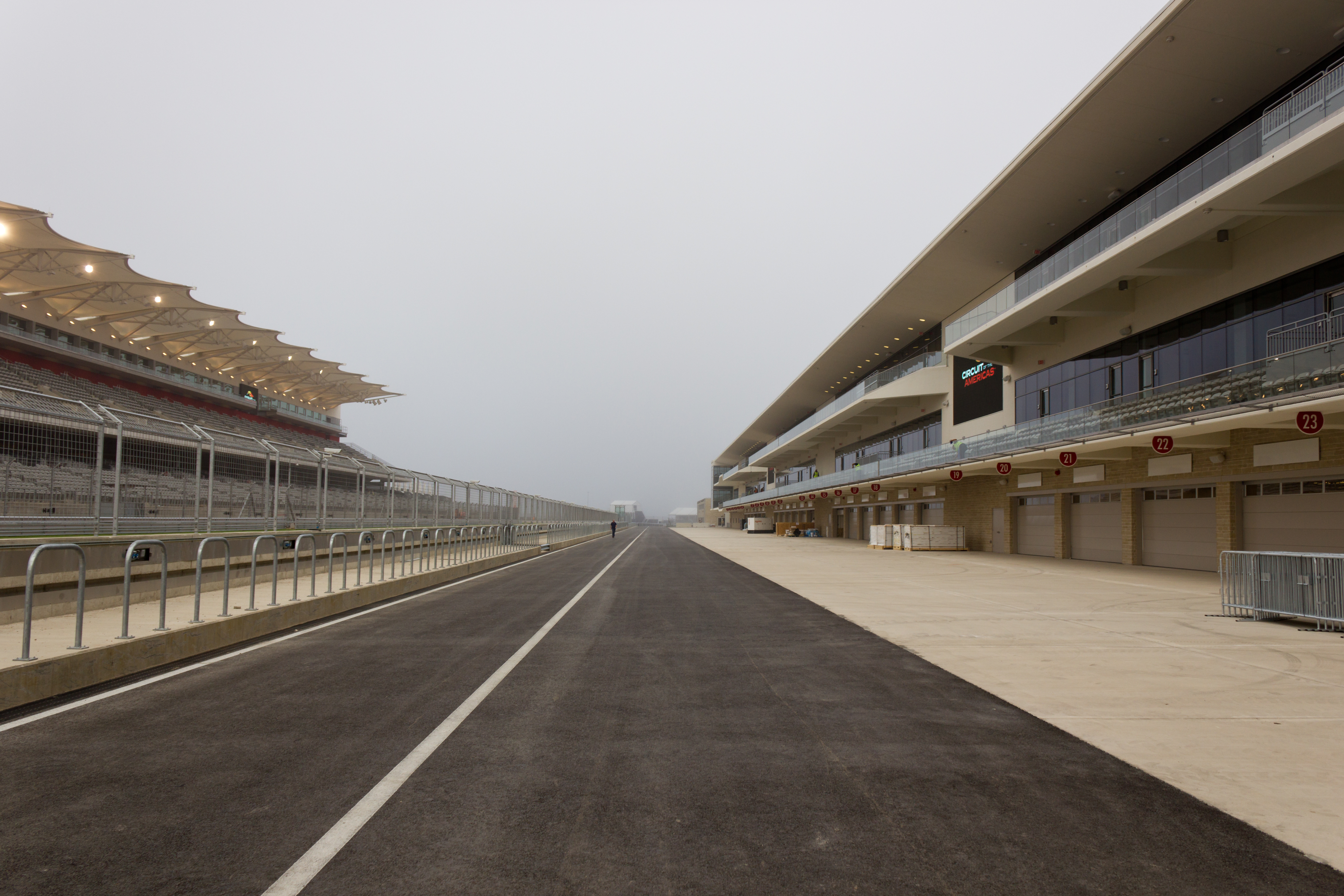
الحلبة

حلبة الأمريكتين (بالإنجليزية:  Circuit of the Americas)‏ هي حلبة سباق لرياضة المحركات الآلية بطول 5,5 كليومتر تقع في مقاطعة ترافيز في أوستن (تكساس). تستضيف سباق جائزة الولايات المتحدة الكبرى للفورمولا 1. كما تستضيف سباق الجائزة الكبرى للدراجات النارية وألعاب إكس.